# Geri Allen
Geri Allen, född 12 juni 1957 i Pontiac i Michigan, död 27 juni 2017 i Philadelphia i Pennsylvania, var en amerikansk jazzpianist, lärare och kompositör.

## Biografi
Geri Allen växte upp i Detroit och började ta pianolektioner  vid sju års ålder. Hon studerade vid Cass Tech och studerade senare vid konservatoriet i Detroit. År 1979 tog hon en bachelorexamen i jazzstudier vid Howard University där hon lärde känna Nathan Davis som kom att bli viktig i hennes musikaliska karriär. Hon fick sitt genombrott under 1980-talet i samband med att hon flyttade till New York och tog en masterexamen i "ethnomusicology".
Hon var en del av M-Base Collective som förenade rytmer från den afrikanska diasporan med experimentell improvisation. År 1984 debuterade hon som bandledare med albumet The Printmakers som följdes 1985 av soloalbumet Home Grown. Hon samarbetade länge med basisten Charlie Haden och trummisen Paul Motian och spelade även länge med Tony Williams och Ron Carter. Hon blev den första jazzpianisten sedan 1950-talet att spela in med Ornette Coleman. Sammanlagt gav hon ut 19 album och bland de mest välkända märks Timeless Portraits and Dreams med Jimmy Cobb och Ron Carter samt Flying Toward the Sound. År 2014 ersatte hon Nathan Davis som ansvarig för programmet för jazzstudier vid University of Pittsburgh. På senare år turnerade hon dels med McCoy Tyner och dels med ACS trio tillsammans med basisten Esperanza Spalding och trummisen Terri Lyne Carrington.